# Municipio de Runeberg
El municipio de Runeberg (en inglés: Runeberg Township) es un municipio ubicado en el condado de Becker en el estado estadounidense de Minnesota. En el año 2010 tenía una población de 486 habitantes y una densidad poblacional de 5,25 personas por km².

## Geografía
El municipio de Runeberg se encuentra ubicado en las coordenadas 46°45′18″N 95°14′25″O / 46.75500, -95.24028. Según la Oficina del Censo de los Estados Unidos, el municipio tiene una superficie total de 92.49 km², de la cual 92,43 km² corresponden a tierra firme y (0,06 %) 0,05 km² es agua.

## Demografía
Según el censo de 2010, había 486 personas residiendo en el municipio de Runeberg. La densidad de población era de 5,25 hab./km². De los 486 habitantes, el municipio de Runeberg estaba compuesto por el 97,74 % blancos, el 0,62 % eran amerindios y el 1,65 % eran de una mezcla de razas. Del total de la población el 0,21 % eran hispanos o latinos de cualquier raza.